# Петра
Пе́тра (араб. البتراء‎ —аль-Батра́, др.-греч. Πέτρα) — древний город, столица Идумеи (Эдома), позже столица Набатейского царства. Сами набатеи называли свой город Rqm (Ракму). Расположен на территории современной Иордании, на высоте более 900 м над уровнем моря и 660 м над окружающей местностью, в долине Аравы, в узком каньоне Сик.
Проход в долину — через ущелья, расположенные на севере и на юге, тогда как с востока и запада скалы отвесно обрываются, образуя естественные стены до 60 м в высоту. Неподалёку от Петры расположены скальный храм Ад-Дэйр и могила Аарона.

## История

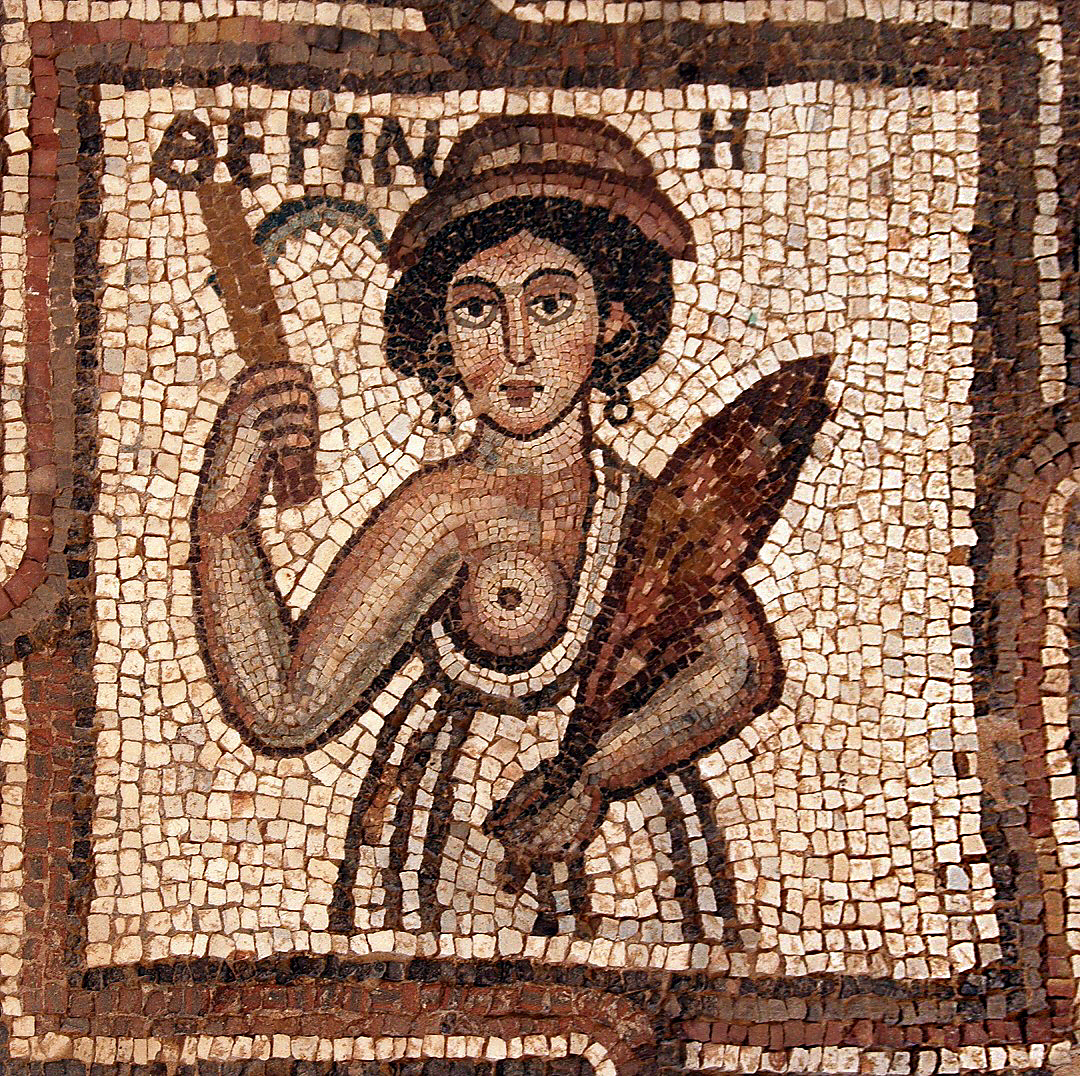
Мозаичный пол из византийской церкви в Петре

Петра располагалась на перекрёстке двух важнейших торговых путей: один соединял Красное море с Дамаском, другой — Персидский залив с Газой у побережья Средиземного моря. Отправлявшимся от Персидского залива караванам, навьюченным драгоценными пряностями, неделями приходилось мужественно переносить суровые условия Аравийской пустыни, пока они не достигали прохлады узкого каньона Сик, ведущего в долгожданную Петру. Там путешественники находили пищу, кров и прохладную живительную воду. Другим крупным центром набатеев была Хегра.
Сотни лет торговля приносила Петре большое богатство. Но когда римляне открыли морские пути на Восток, сухопутная торговля пряностями сошла на нет, и Петра постепенно опустела, затерявшись в песках. Многие сооружения Петры воздвигались в различные эпохи и при разных хозяевах города, в числе которых были идумеи (XVIII—II века до н. э.), набатеи (II век до н. э. — 106 год н. э.), римляне (106—395 годы н. э.), византийцы и арабы. В XII веке н. э. ими владели крестоносцы.
Первым из европейцев нового времени Петру увидел и описал путешествовавший инкогнито швейцарец Иоганн Людвиг Буркхардт. Рядом с античным театром здесь можно увидеть здание эпохи идумеян или набатеев. Памятников же, сооружённых после VI века н. э. практически нет, ибо в ту эпоху город уже потерял своё значение. В конце XX века Петра стала самой популярной в Иордании достопримечательностью. В 2007 году избрана одним из новых семи «чудес света».

### Современное положение

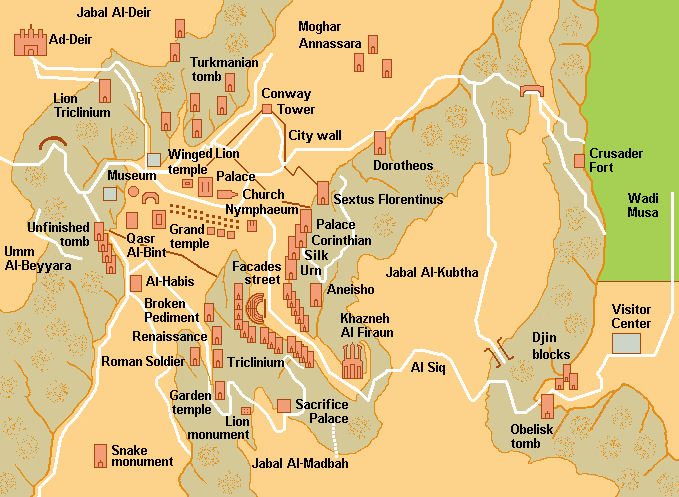
Схема расположения памятников Петры

В наши дни около полумиллиона туристов приезжают в Иорданию каждый год, чтобы посмотреть на Петру, строения которой свидетельствуют о её славном прошлом. Когда туристы проходят по прохладному каньону Сик длиной в километр, за поворотом им открывается Эль-Хазне — величественное здание с фасадом, высеченным из огромной скалы. Это одно из наиболее хорошо сохранившихся сооружений первого века. Здание венчает огромная урна из камня, в которой якобы хранилось золото и драгоценные камни,— отсюда и происходит название храма (в переводе с арабского «сокровищница»). Каньон постепенно расширяется, и туристы попадают в естественный амфитеатр, в песчаниковых стенах которого множество пещер. Но главное, что бросается в глаза, — это выдолбленные в скалах склепы. Колоннада и амфитеатр свидетельствуют о присутствии римлян в городе в первом и втором веках.
Бедуины предлагают уставшим туристам проехаться на верблюде, продают сувениры и поят свои стада коз у городских источников, воды которых утоляют жажду людей и животных.

## Строительство

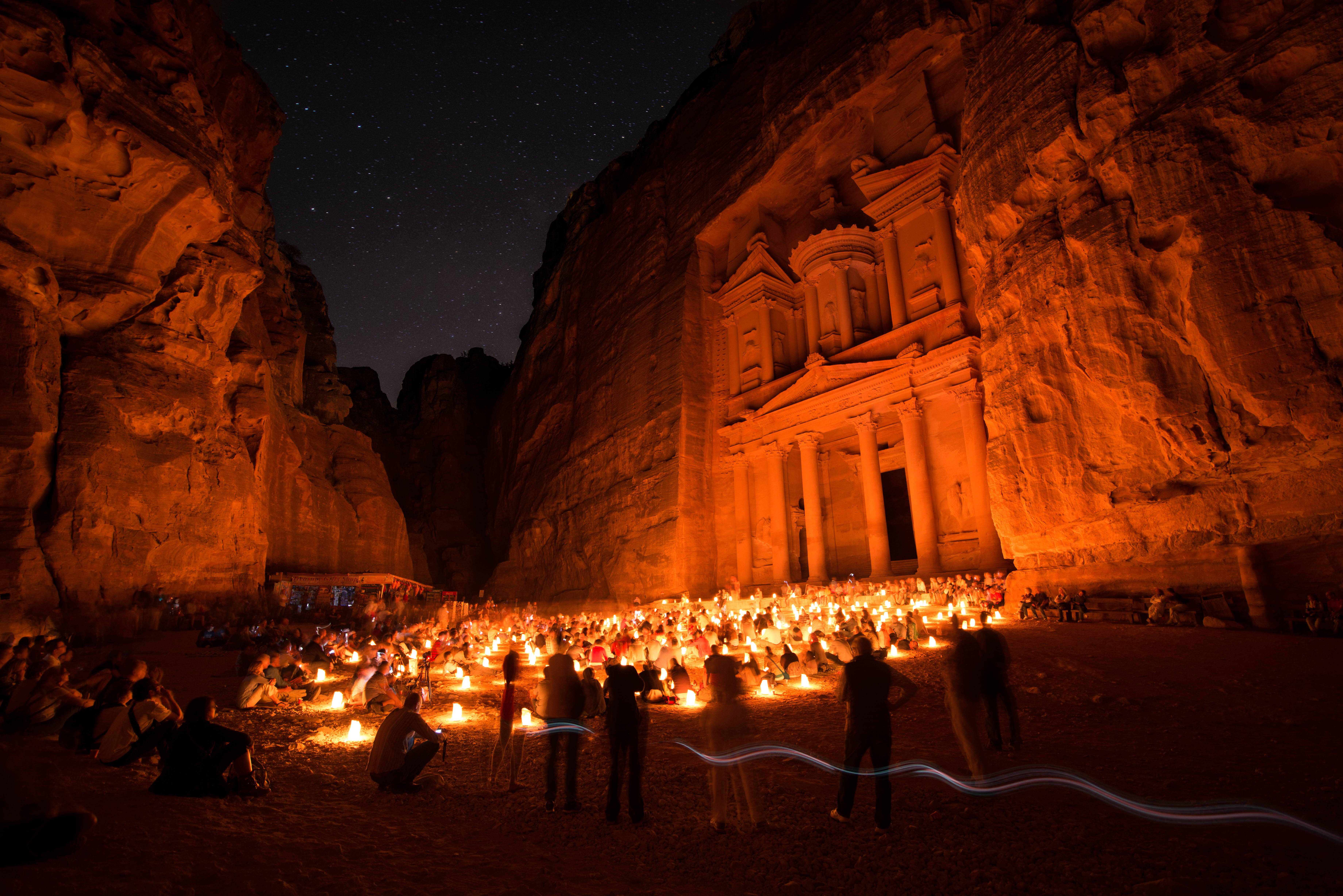
Петра ночью

Научившись мастерски собирать воду, жители Петры также овладели искусством работы с камнем. Само название «Петра», что означает «камень» в переводе с греческого (греч. πετρα). И Петра, действительно, была городом из камня, подобного ей в Римской империи не было. Набатеи, построившие город, с терпением высекали дома, склепы и храмы из каменных глыб. Петра уютно расположилась среди красных песчаников, которые отлично подходят для строительства, и к первому веку нашей эры в сердце пустыни вырос монументальный город. С помощью терракотовых труб архитекторы Петры создали сложную систему водоснабжения и, несмотря на засушливый климат, жители города никогда не нуждались в воде. По всему городу было расположено около 200 резервуаров, собиравших и хранивших дождевую воду. Помимо связи резервуаров, терракотовые трубы собирали воду изо всех источников в радиусе 25 километров.
Строительство знаменитого храма-мавзолея Эль-Хазне архитекторы спланировали в бывшем русле реки. Для возведения данного сооружения было изменено русло реки, грандиозный для того времени проект. В скале был прорублен туннель, отводящий поток воды и построена серия плотин.

## Эль-Хазне

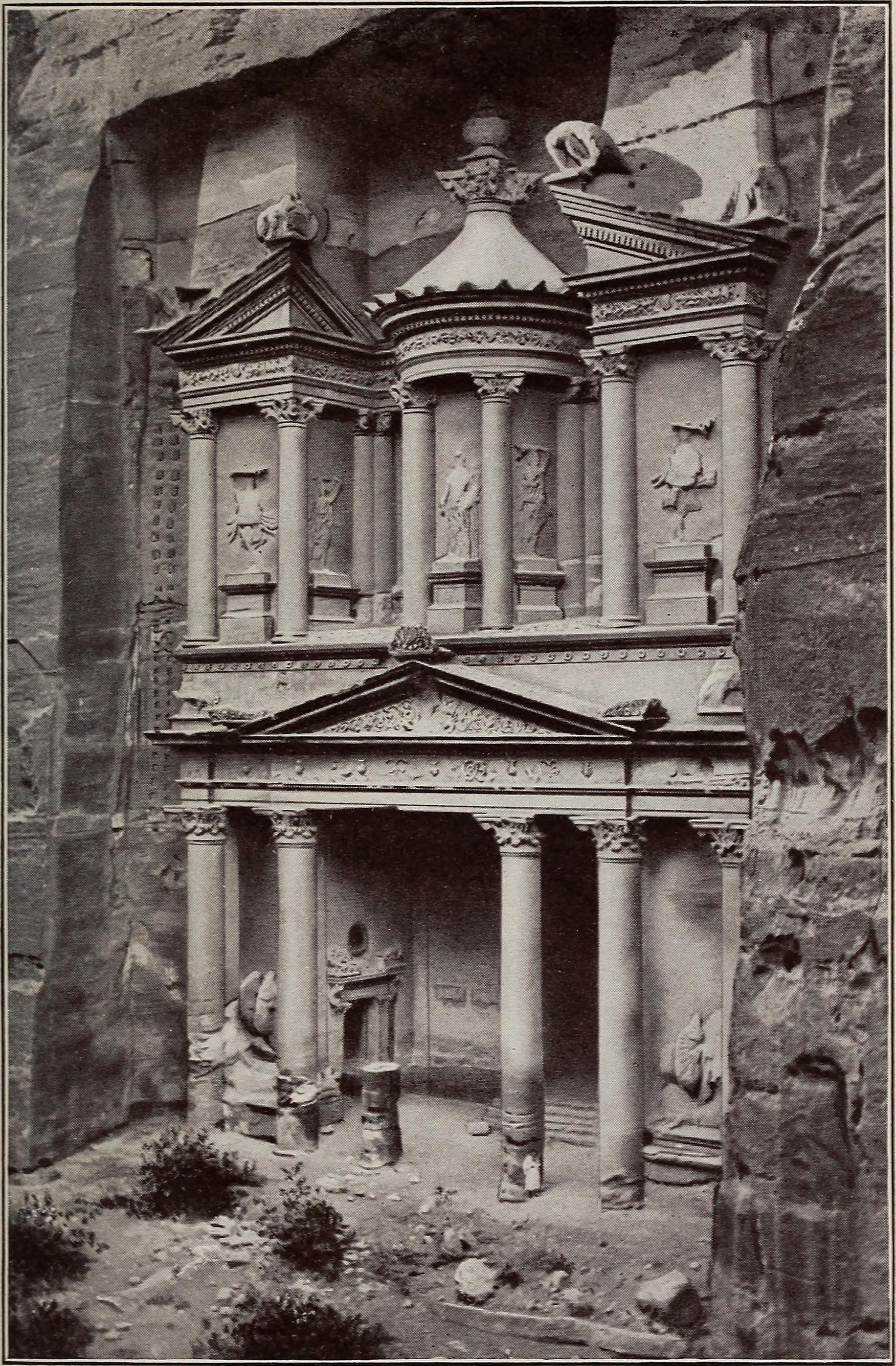
Эль-Хазне в конце XIX в.

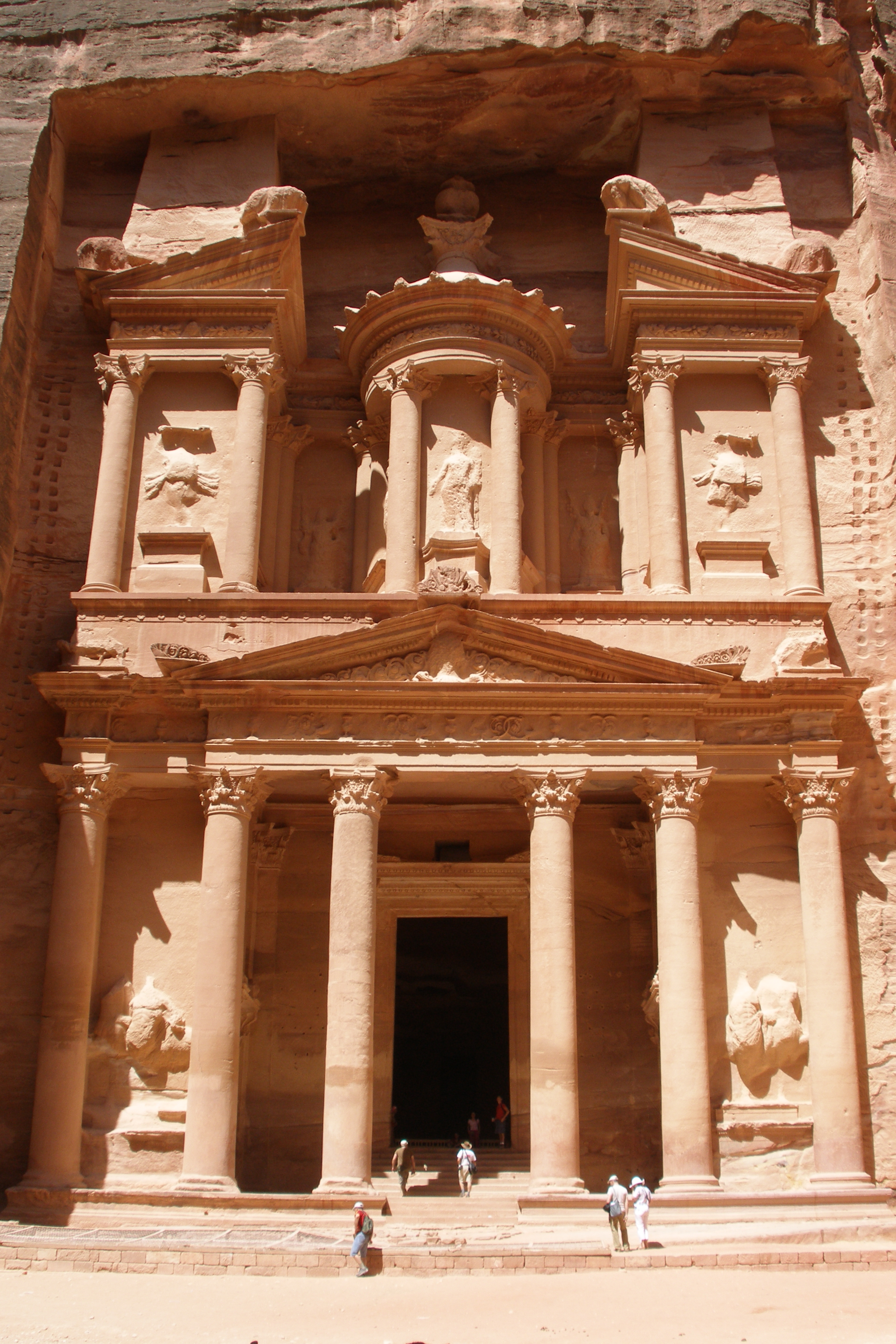
Храм-мавзолей Эль-Хазне

Знаменитый скальный храм-мавзолей, «Сокровищница фараона», как называют её арабы. Точное назначение сооружения до конца не выяснено. Есть предположение, что первоначально это был храм богини Исиды. Во всяком случае, многие черты памятника говорят о том, что его могли построить мастера, знакомые с приёмами зодчества Александрии Египетской.
Эль-Хазне буквально означает «хранилище» от хазана — запасать, хранить. Русское слово «казна» восходит к тому же арабскому слову, но непосредственно было заимствовано в XII—XIV веках у тюрков.
Мавзолей Эль-Хазне — пример величайшего мастерства древних архитекторов и камнерезов. Ответов на то, с помощью каких приёмов они высекали фасад, на основании каких расчётов и предварительных проектов — нет, можно строить лишь предположения.
Огромная поверхность скалы была стёсана. Но для этого следовало соорудить строительные леса, а деревьев в этой местности почти нет. При отсутствии лесов можно было, не стёсывая сразу всю поверхность, воспользоваться неровностями скалы и идти по ней, как по ступеням. В этом случае и каменотёс, и резчик начинали с самого верха, вырубая первую ступень, а затем спускались все ниже и ниже. Ведь одно дело размечать будущую постройку и вырубать её, стоя на строительных лесах, и совсем другое — делать то же самое, повиснув над пропастью.

## Город Петра

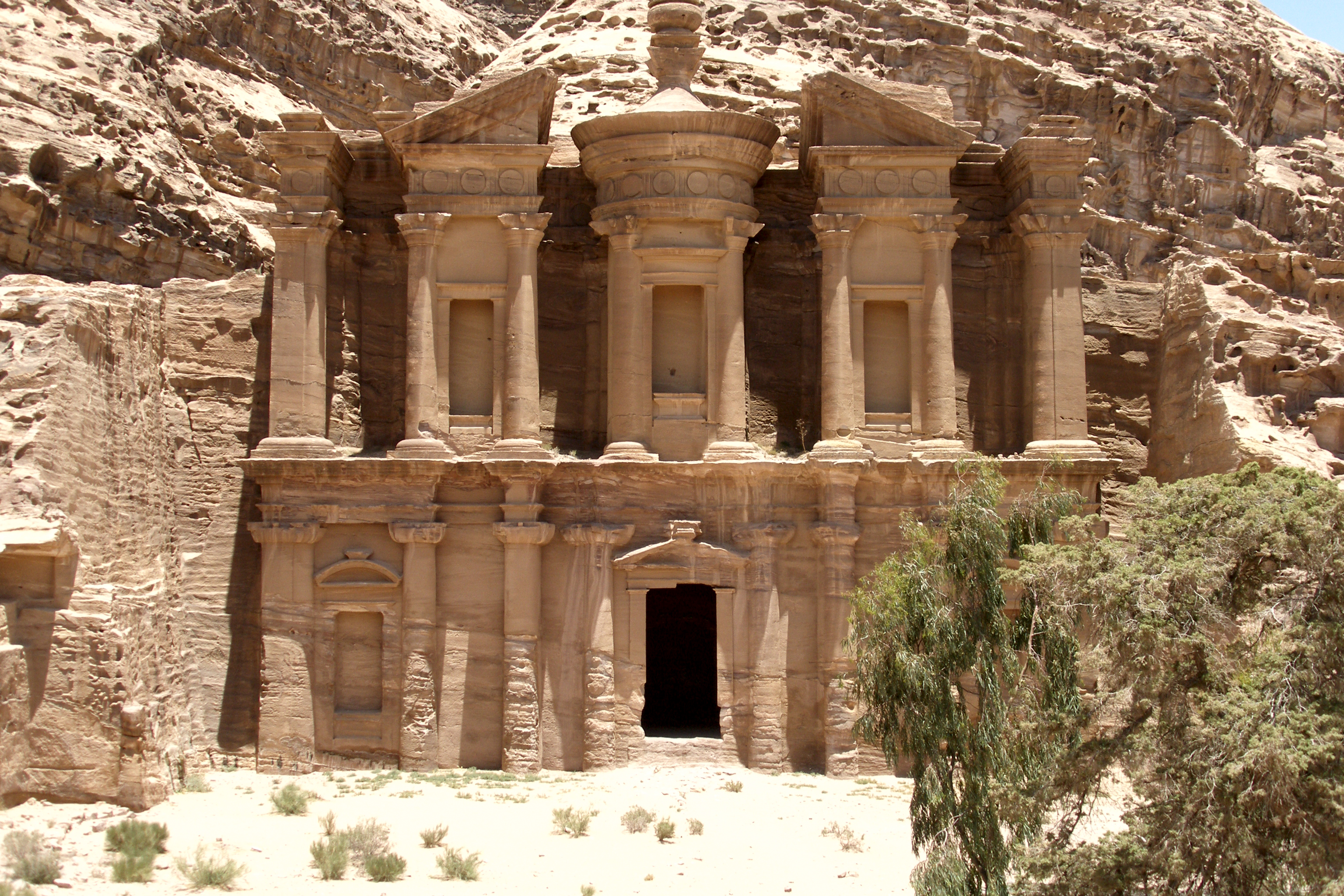
Ад-Дэйр («Монастырь»), набатейский скальный храм

Территория Петры занимает большую площадь. От центра, где хорошо сохранились руины многочисленных зданий, уже не скальных, а выстроенных традиционным способом, из камня, она простирается на несколько километров.

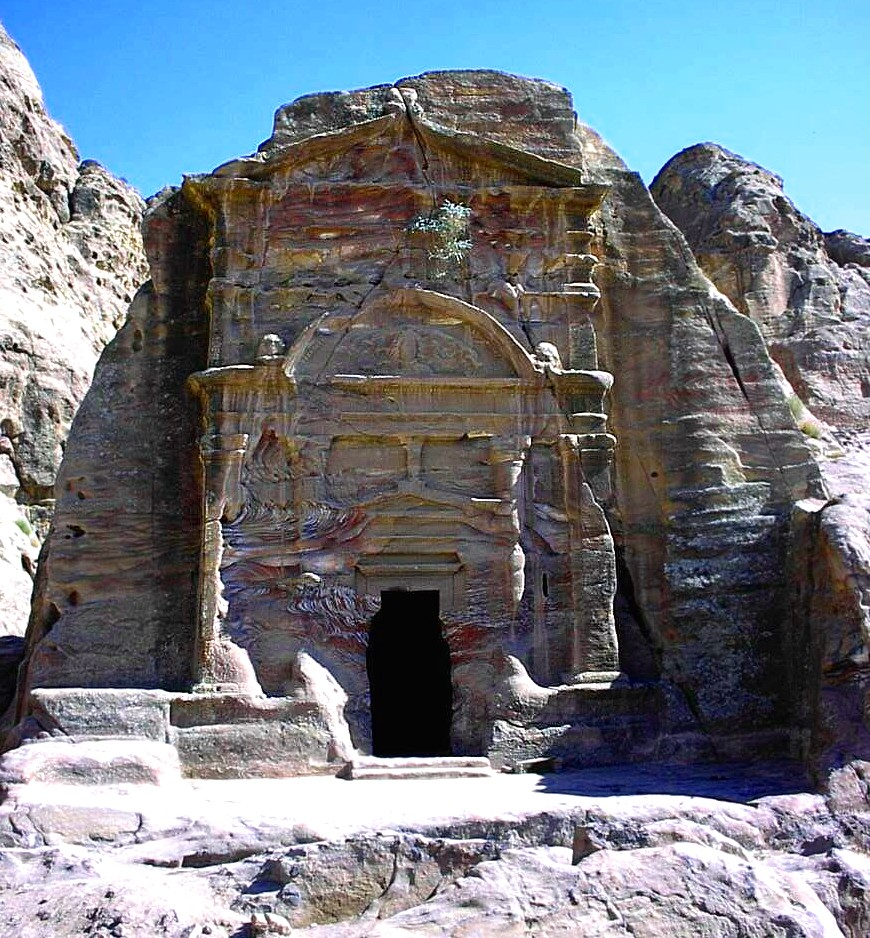
Гробница правителя II века Тита Аниния Секстия Флорентина. Построена около 130 года

Главная улица, протянувшаяся с востока на запад через весь город, была проложена во времена римского владычества. По обеим её сторонам тянется величественная колоннада. Западный конец улицы упирался в большой храм, а восточный заканчивался трёхпролётной триумфальной аркой.
Ад-Дейр, вырубленный в скале на вершине утёса монастырь — огромное здание шириной около 50 м и высотой более 45 м. Судя по вырезанным на стенах крестам, храм какое-то время служил христианской церковью.
Позже, после того, как исследователи раскопали пространство под монастырём, они обнаружили усыпальницу одного из набатейских царей.
Среди гробниц: Гробница римского воина, Дворцовая гробница.

## Вода в пустыне

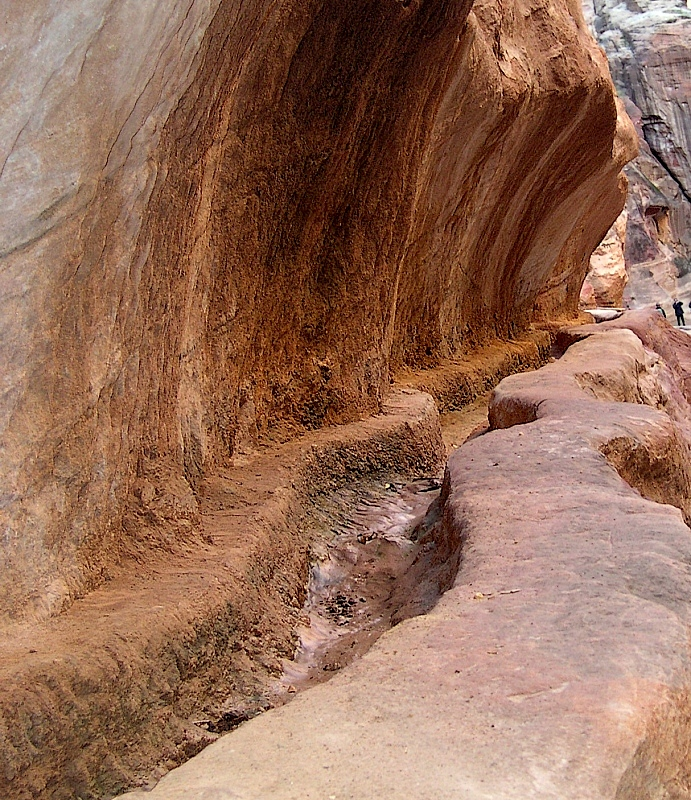
Акведук

Ежегодно уровень дождевых осадков в Петре составляет лишь около 15 сантиметров. Чтобы сохранить воду, местные жители вырубали каналы и водоёмы прямо в скалах.

## В популярной культуре
Природная и архитектурная уникальность Петры не раз привлекала кинематографистов. Здесь снимались такие фильмы, как:
- «Синдбад и глаз тигра» (1977, реж. Сэм Уонамэйкер),
- «Индиана Джонс и последний крестовый поход» (1989, реж. Стивен Спилберг),
- «Смертельная битва 2: Истребление» (1997, реж. Джон Леонетти),
- «Страсть в пустыне[англ.]» (1998, реж. Лавиния Куррье),
- «Арабские ночи» (2000, реж. Стив Бэррон),
- «Трансформеры: Месть падших» (2009, реж. Майкл Бэй).
- «Прожить жизнь» (Бразилия, 2009, реж. Жайме Монжардин).
- «Монах и бес» (Россия, 2016, реж. Николай Досталь)

Петра была воспроизведена и в нескольких компьютерных играх:
- King’s Quest V: Absence Makes the Heart Go Yonder! (1990)
- Praetorians (2003)
- «Gothic II: Ночь Ворона» (2003)
- Lego Indiana Jones: The Original Adventures (2008)
- Sonic Unleashed (2008)
- Knights Of The Temple (2004)
- Civilization V: Gods & Kings (2012)
- Civilization VI (2016)
- Overwatch (2016). Карту добавили в игру на событие «Годовщина» в 2018 году.

На руинах Петры происходит действие романа Агаты Кристи «Свидание со смертью».
Говард Лавкрафт упоминает Петру в романе «Хребты безумия», в частности сравнивая высеченный в скале затерянного древнего мегаполиса памятник со «знаменитым Змеиным надгробием в древней долине Петры».

### Песня «Красная скала»
В 1955 году была написана одна из популярнейших в Израиле того времени песен — «Красная скала». Основой для её создания стал предпринятый в 1953 году Меиром Хар-Ционом нелегальный поход в Петру, который положил начало опасной традиции среди военнослужащих ЦАХАЛа и бригады Цанханим совершать подобные вылазки. В 1958 году песня была запрещена к трансляции и исполнению в Израиле, так как «будоражила воображение» отчаянных израильских солдат. Всего в вылазках к Красной скале погибло 12 израильтян.